# Maipú Pigall
 Maipú Pigall fue un cabaré que estaba situado en la ciudad de Buenos Aires, Argentina en la calle Maipú 330 a 350 que funcionó en un edificio construido hacia 1918, bajo el nombre de Casino Pigall; a fines de la década de 1920 pasó  a denominarse Maipú Pigall y desapareció en la década de 1960 cuando fue convertido en cine para proyectar películas por el sistema Cinerama. Está vinculado a la historia del tango por número y prestigio de las figuras de ese género que pasaron por su escenario.

## Historia
En el terreno ubicado en la calle Maipú del 330 al 350 funcionó hacia 1870 una fábrica de carruajes;  el 6 de julio de 1878 en la casa allí ubicada nació Francisco Ducasse, que era hijo de emigrantes franceses que habían llegado al país en 1873, que con el tiempo fue un conocido actor y director de teatro. En 1885 se construyó un teatro que se dedicó a presentar artistas de variedades -ilusionistas, malabaristas, acróbatas- provenientes de Europa y, hacia el 1900, campeonatos de lucha grecorromana, muy populares por entonces; era una pequeña sala menor ubicada en Maipú 326, sin gran valor arquitectónico. En 1892 con la participación del  arquitecto José Arnavat se hizo una nueva construcción y a fines de siglo cambió su nombre por Folies Folais. En 1905 se levantó allí un nuevo y mejor edificio con participación del ingeniero Domingo Selva que utilizó un sistema especial de construcción, para que no hubiera que interrumpir las representaciones del primitivo teatro. Este edificio fue sustituido a su vez por otro hacia 1918, instalándose allí el cabaré Casino Pigall que a fines de la década de 1920 pasó  a denominarse Maipú Pigall y desapareció en la década de 1960 cuando fue convertido en cine para proyectar películas por el sistema Cinerama.

## Su vinculación con el tango
Miguel Buccino en su tango Bailarín compadrito: “Bailarín compadrito/ que quisiste probar otra vida,/ y a probar tu famosa corrida/ te viniste al Maipú” hace referencia al Maipú Pigall. Grandes figuras del espectáculo, principalmente del tango pasaron por su escenario:
- Eleuterio Iribarren actuó en el local en la década de 1910 con su “Jazz-Band de Eleuterio Yribarren”, la primera en su género en esta ciudad, integrada con músicos estadounidenses y argentinos;[4]
- En 1922 el bandoneonista Juan Canaro debutó con un sexteto que completaban Nicolás Primiani, con el mismo instrumento, Vicente Fiorentino y Hermes Peressini en violín, Fioravanti Di Cicco al piano y Rodolfo Duclós en el contrabajo.[3]
- En 1924 el cantor Alfredo Marino formó dúo con Pablo Eduardo Gómez y trabajaron en el cabaré Casino Pigall de la calle Maipú 340.[5]
- En la década de 1920 actuó la orquesta del bandoneonista Miguel Orlando, en la cual revistaba por entonces el pianista y violinista Rodolfo Biagi.[6]
- En 1925 la Troupe Ibérica de Raquel Meller, encabezada por Teresita España y Pablo Palitos llegó de Europa a Buenos Aires con un elenco que incluía a Tania para presentarse en el Teatro Mayo y en el Maipú Pigall.[7][8]
- Fue uno de los locales donde actuó Nicolás Vaccaro  cuando en 1935 formó su propia orquesta.[9]
- En la década de 1950 Jorge Vidal fue primera figura en el Maipú Pigall.[10]
- En 1951 Alberto Podestá debutó como solista en Radio Splendid, y actuó en el Maipú Pigall.[11]